# Pierre Trullemans
Pierre Trullemans, född 28 mars 1898, var en friidrottare från Belgien. Han deltog vid olympiska sommarspelen 1920.